# Кулики (Червенский район)
Кулики (бел. Кулікi) — деревня в Червенском районе Минской области. Входит в состав Смиловичского сельсовета.

## Географическое положение
Находится примерно в 16 км от железнодорожной станции Руденск на линии Минск-Осиповичи в 2 км от дороги Минск-Могилёв.

## История
Впервые упоминается в XVI веке. На 1586 год село, являвшееся шляхетской собственностью. В результате II раздела Речи Посполитой 1793 года вошла в состав Российской Империи. На 1795 год частновладельческая деревня в составе Пуховичского уезда Минской губернии. На 1800 год в составе Игуменского уезда, здесь было 19 дворов, проживали 156 человек. На 1858 год деревня принадлежала В. Котовичу и Вериге. Согласно переписи населения Российской империи 1897 года входила в состав Смиловичской волости, там насчитывалось 362 жителя, 61 двор, функционировали хлебозапасный магазин, корчма. В начале XX века в деревне проживали 347 человек, 67 дворов. В 1917 году двора — 74, жителей — 396. В ноябре 1917 года на этой территории установилась советская власть. С февраля по декабрь 1918 года деревня была оккупирована немцами, с августа 1919 по июль 1920 — поляками. 20 августа 1924 года вошла в состав вновь образованного Корзуновского сельсовета Смиловичского района Минского округа (с 20 февраля 1938 — Минской области). Согласно переписи населения СССР 1926 года в деревне было 70 дворов, проживали 334 человека, тогда здесь была начальная школа на 13 учеников. Во время Великой Отечественной войны деревня была оккупирована немецко-фашистскими захватчиками в конце июня 1941 года, 23 её жителя не вернулись с фронта. Освобождена в начале июля 1944 года. В 1969 году в честь погибших на войне сельчан был установлен памятник-обелиск. В 1954 году в связи с упразднением Корзуновского сельсовета вошла в Смиловичский сельсовет. 20 января 1960 года в связи с упразднением Руденского района вместе с сельсоветом передана в Червенский район, тогда здесь проживал 321 человек. В 1980-е годы деревня относилась к совхозу «Заветы Ильича», тогда здесь были 8-летняя школа, клуб и библиотека. По итогам переписи населения Белорусси 1997 года в деревне насчитывалось 98 домов и 282 жителя, тогда здесь функционировали животноводческая ферма, мастерские по ремонту сельскохозяйственной техники, базовая школа, фельдшерско-акушерский пункт, магазин.

## Инфраструктура
В деревне располагаются ферма КРС, мастерские по ремонту с-х техники, склад торговой сети «Доброном», несколько продовольственных магазинов, предприятие по сборке окон ПВХ, фельдшерско-акушерский пункт.

## Население
На 2013 год постоянное население деревни составляет 171 человек.